# Tiempos futuros
Tiempos futuros es una película dramática de ciencia ficción coproducida internacionalmente de 2021 dirigida por Víctor Checa (en su debut como director) y escrita por Víctor Checa y Víctor Huizar. Está protagonizada por Fernando Bacilio y Lorenzo Molina.

## Sinopsis
En una ciudad distópica que parece ser Lima, Teo (Lorenzo Molina), un niño de once años, trabaja con su padre, Luis (Fernando Bacilio), en una misteriosa máquina que busca generar un diluvio en una ciudad donde no llueve. Luis, obsesionado con hacer funcionar la máquina, pone en riesgo el invento ante los constantes embargos y amenazas de las autoridades. Teo, en busca de ayudar a su padre, se involucra con una pandilla de jóvenes espías liderada por los hermanos gemelos, Raiza y Baca. A partir de este encuentro, Teo vivirá nuevas experiencias que cuestionarán la obsesión de su padre y revelarán la naturaleza oculta de la máquina.

## Reparto
Los actores que participaron en esta película son:
- Fernando Bacilio como Luis
- Lorenzo Molina como Teo
- Jeremi García como Baca
- Paulina Bazán como Raiza
- José Flores como Haya

## Lanzamiento
La película se estrenó en el Festival de Cine Black Nights de Tallin en Estonia el 12 de noviembre de 2021. dentro de la sección Rebeldes con causa; Una sección competitiva del festival donde las películas desafían los límites del cine". Se estrenó comercialmente el 17 de noviembre de 2022 en los cines peruanos. El 13 de agosto de 2023 fue estrenada en Berlín (Alemania) por la distribuidora neerlandesa Latin Quarter.

## Reconocimientos
La película ganó el Premio del Jurado en el Festival Internacional de Cine de Beijing en la sección Forward Future dirigida a nuevos directores. En el circuito nacional ganó el premio a mejor película en el festival de cine de Huánuco y recibió una mención del jurado en el festival de cine de Trujillo. También formó parte del Festival Internacional de Cine de la Ruta de la Seda de 2022. La película también se ha exhibido en Talento Emergente (Cineteca México), que muestra una destacada selección de óperas primas de todo el mundo.